# Жечкі (Мазовецьке воєводство)
Жечкі (пол. Rzeczki) — село в Польщі, у гміні Цеханув Цехановського повіту Мазовецького воєводства.
Населення — 108 осіб (2011).
У 1975-1998 роках село належало до Цехановського воєводства.

## Демографія
Демографічна структура станом на 31 березня 2011 року:
|          | Загалом | Допрацездатний вік | Працездатний вік | Постпрацездатний вік |
| -------- | ------- | ------------------ | ---------------- | -------------------- |
| Чоловіки | 61      | 11                 | 45               | 5                    |
| Жінки    | 47      | 10                 | 25               | 12                   |
| Разом    | 108     | 21                 | 70               | 17                   |